# Az Antarktisz szigeteinek listája
Az Antarktisz környéki és a szub-antarktikus szigetek listája.
- Szub-Antarktikus szigetek azok, amelyek Antarktisztól északra helyezkednek el, az Antarktiszi konvergenciavonal (ld. konvergencia) szomszédságában vagy attól északra.
- Antarktisz-környéki szigetek azok, amelyek a konvergenciavonaltól délre helyezkednek el.

## Szub-antarktikus szigetek
- Antipódus-szigetek (d. sz. 49,666667°, k. h. 178,766667°49.666667°S 178.766667°EAntipodes Islands (Új-Zéland)
  - Antipódus-szigetek (d. sz. 49,691667°, k. h. 178,783333°49.691667°S 178.783333°EAntipodes Island)
  - Bollons-sziget (d. sz. 49,645000°, k. h. 178,819167°49.645000°S 178.819167°EBollons Island)
- Auckland-szigetek (d. sz. 50° 42′, k. h. 166° 05′50.700000°S 166.083333°EAuckland Islands (Új-Zéland)
  - Adams-sziget
  - Adams Rocks
  - Amherst Rock
  - Archer Rock
  - Auckland-sziget d. sz. 50° 42′, k. h. 166° 05′50.700000°S 166.083333°EAuckland Island
  - Beacon Rock
  - Blanche Rock
  - Chapel Rock
  - Column Rocks
  - Compadre Rock
  - Davis-sziget
  - Disappointment-sziget
  - Dundas-sziget
  - Enderby-sziget
  - Ewing-sziget
  - Fabulous-sziget
  - Figure of Eight I
  - Five Sisters Rock
  - Frenchs-sziget
  - Friday-sziget
  - Green-sziget
  - Invercauld Rock
  - Lantern Rocks
  - Masked-sziget
  - Monumental-sziget
  - Ocean-sziget
  - Pillar Rock
  - Pinnacle Rocks
  - Rose-sziget
  - Shag Rock
  - Shoe-sziget
  - Sugar Loaf Rocks
  - Yule-sziget
- Bounty-szigetek (d. sz. 47° 42′, k. h. 179° 04′47.700000°S 179.066667°EBounty Islands) (Új-Zéland)
- Campbell-szigetcsoport
  - Campbell-sziget (d. sz. 52° 32′ 24″, k. h. 169° 08′ 42″52.540000°S 169.145000°ECampbell Island)
  - Dent-sziget (d. sz. 52° 31′ 09″, k. h. 169° 03′ 45″52.519167°S 169.062500°EDent Island)
  - Folly-sziget vagy Folly-szigetek
  - Jacquemart-sziget (d. sz. 52° 37′ 00″, k. h. 169° 07′ 30″52.616667°S 169.125000°EJacquemart Island)
- Crozet-szigetek (Franciaország)
  - Nyugati csoport

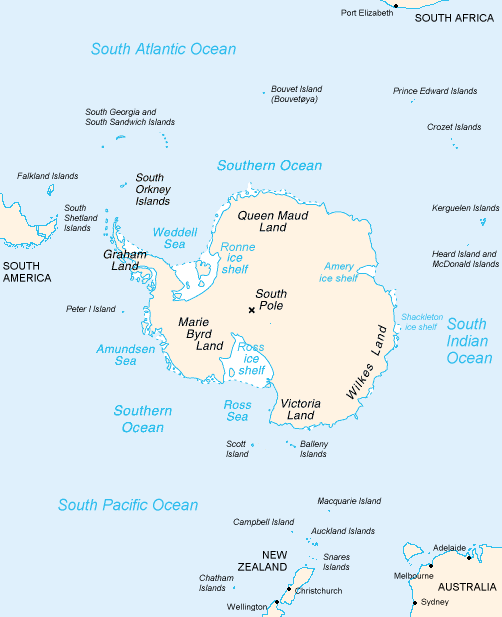
Antarktisz és a környező szigetek

    - Île aux Cochons (Pig-sziget) (d. sz. 46° 06′, k. h. 50° 14′46.100000°S 50.233333°EÎle aux Cochons)
    - Két fő szikla
      - Brisants de l'Héroïne (Heroine Breakers)
      - Rochers de la Meurthe (Meurthe Rocks) (d. sz. 46° 13′, k. h. 50° 22′46.216667°S 50.366667°ERochers de la Meurthe)

    - Île des Pingouins (Penguin-sziget) (d. sz. 46° 27′, k. h. 50° 23′46.450000°S 50.383333°EÎle des Pingouins)
      - Brisant du Tamaris
      - la Chandelle
      - les Chaudrons de l'Enfer
      - Île Riou
      - le Kiosque
      - Rocher de l'Arche

    - Îlots des Apôtres (Apostol-szigetek) (d. sz. 45° 58′, k. h. 50° 27′45.966667°S 50.450000°EÎlots des Apôtres)
      - le Caillou
      - le Clown
      - le Donjon
      - l'Enclume
      - la Grande Aiguille
      - Grand Île
      - le Hangar
      - les Jumeaux
      - l'Obélisque
      - Rocher Percé
      - la Petite Aiguille
      - Petite Île
      - Rocher Fendu
      - Rocher Nord
      - Rocher Sud
      - les Sentinelles du Diable
      - la Sentinelle Perdue
      - le Torpilleur

  - Keleti-csoport
    - Île de la Possession (Possession Island) (d. sz. 46° 24′, k. h. 51° 46′46.400000°S 51.766667°E)
      - Roche Carrée
      - Roche Debout
      - Rochers des Moines
      - Roche Percée
      - Rocher Pyramidal
      - Rochers de la "Fortune"

    - Île de l'Est (East-sziget) (d. sz. 46° 26′, k. h. 52° 18′46.433333°S 52.300000°EÎle de l'Est)
      - la Voile
- Diego Ramirez-szigetek (d. sz. 56° 30′, ny. h. 68° 43′56.500000°S 68.716667°WDiego Ramirez Islands) (Chile)
  - Águila-sziget
- Ildefonso-szigetek (d. sz. 55° 44′, ny. h. 69° 26′55.733333°S 69.433333°WIldefonso Islands) (Chile)
- Macquarie-sziget (d. sz. 54° 37′, k. h. 158° 51′54.616667°S 158.850000°EMacquarie Island) (Ausztrália)
  - Bishop- és Clerk-szigetek (d. sz. 55° 00′, k. h. 158° 42′55.000000°S 158.700000°EBishop and Clerk Islets)
  - Judge- és Clerk-szigetek (d. sz. 54° 21′, k. h. 159° 00′54.350000°S 159.000000°EJudge and Clerk Islets)
- Prince Edward-szigetek (d. sz. 46° 46′ 23″, k. h. 37° 51′ 09″46.773056°S 37.852500°EPrince Edward Islands) (Dél-Afrika)
  - Marion-sziget (d. sz. 46° 54′ 45″, k. h. 37° 44′ 37″46.912500°S 37.743611°EMarion Island)
  - Prince Edward-sziget (d. sz. 46° 38′ 39″, k. h. 37° 56′ 36″46.644167°S 37.943333°EPrince Edward Island)
- Île Amsterdam (Franciaország) d. sz. 37° 49′ 33″, k. h. 77° 33′ 17″37.825833°S 77.554722°EÎle Amsterdam
  - Saint-Paul-sziget (Franciaország) (d. sz. 38° 43′ 48″, k. h. 77° 31′ 20″38.730000°S 77.522222°EÎle Saint-Paul)
- The Snares (d. sz. 48° 01′, k. h. 166° 32′48.016667°S 166.533333°EThe Snares) (Új-Zéland)

## Az Antarktisz szigetei a 60° szélességi foktól északra
- Bouvet-sziget (d. sz. 54° 26′, k. h. 3° 24′54.433333°S 3.400000°EBouvet Island) (Norvégia)
- Heard-sziget és McDonald-szigetek (d. sz. 53° 00′, k. h. 73° 00′53.000000°S 73.000000°EHIMI) (Ausztrália)
  - Heard-sziget (d. sz. 53° 06′, k. h. 73° 31′53.100000°S 73.516667°EHeard Island)
  - McDonald-szigetek (d. sz. 53° 03′, k. h. 72° 37′53.050000°S 72.616667°EMcDonald Islands)
- Kerguelen-szigetek (d. sz. 49° 15′, k. h. 69° 35′49.250000°S 69.583333°EKerguelen Islands) (Franciaország)
- Déli-Georgia és Déli-Sandwich-szigetek (Egyesült Királyság)
  - Déli-Georgia-sziget (d. sz. 54° 15′, ny. h. 36° 45′54.250000°S 36.750000°WSouth Georgia Island)
    -       - Bird-sziget (d. sz. 54° 00′, ny. h. 38° 03′54.000000°S 38.050000°WBird Island)
      - Annenkov-sziget (d. sz. 54° 29′, ny. h. 37° 05′54.483333°S 37.083333°WAnnenkov Island)
      - Cooper-sziget (d. sz. 54° 48′, ny. h. 35° 47′54.800000°S 35.783333°WCooper Island)
      - Pickersgill-szigetek (d. sz. 54° 37′, ny. h. 36° 45′54.616667°S 36.750000°WPickersgill Islands)
      - Saddle-sziget (d. sz. 54° 08′ 25″, ny. h. 37° 44′ 57″54.140278°S 37.749167°WSaddle Island)
      - Welcome-szigetek (d. sz. 53° 58′, ny. h. 37° 29′53.966667°S 37.483333°WWelcome Islands)
      - Willis-szigetek (d. sz. 54° 00′, ny. h. 38° 11′54.000000°S 38.183333°WWillis Islands)
        - Trinity-sziget (d. sz. 54° 00′, ny. h. 38° 10′54.000000°S 38.166667°WTrinity Island)

      - Black Rocks (d. sz. 54° 08′, ny. h. 36° 38′54.133333°S 36.633333°WBlack Rocks)

    - A Shag Rocks és a Black Rock
      - Shag Rocks (d. sz. 53° 33′, ny. h. 42° 02′53.550000°S 42.033333°WShag Rocks)
      - Black Rock (d. sz. 53° 39′, ny. h. 41° 48′53.650000°S 41.800000°WBlack Rock)

    - Clerke Rocks (d. sz. 55° 01′, ny. h. 34° 41′55.016667°S 34.683333°WClerke Rocks)

  - Déli-Sandwich-szigetek (d. sz. 57° 45′, ny. h. 26° 30′57.750000°S 26.500000°WSouth Sandwich Islands)
    - Traversay és a Candlemas-szigetek
      - Traversay-szigetek (d. sz. 56° 36′, ny. h. 27° 43′56.600000°S 27.716667°WTraversay Islands)
        - Leskov-sziget
        - Visokoi-sziget
        - Zavodovski-sziget

      - Candlemas-szigetek (d. sz. 57° 03′, ny. h. 26° 43′57.050000°S 26.716667°WCandlemas Islands)
        - Candlemas-sziget
        - Vindication-sziget

    - Bristol-sziget
    - Montagu-sziget
    - Saunders-sziget
    - Southern Thule
      - Bellingshausen-sziget
      - Cook-sziget
      - Thule-sziget

## Az Antarktisz legnagyobb szigetei a 60° szélességi foktól délre
| 1                                                            | Alexander-sziget   | 49,070  | 2976 | d. sz. 70° 46′, ny. h. 71° 15′70.766667°S 71.250000°WAlexander Island   |
| 2                                                            | Berkner-sziget     | 43,873  | 975  | d. sz. 79° 20′, ny. h. 48° 07′79.333333°S 48.116667°WBerkner Island     |
| 3                                                            | Thurston-sziget    | 15,700  | .    | d. sz. 72° 10′, ny. h. 99° 00′72.166667°S 99.000000°WThurston Island    |
| 4                                                            | Carney-sziget      | 8,500   | .    | d. sz. 73° 56′, ny. h. 121° 00′73.933333°S 121.000000°WCarney Island    |
| 5                                                            | Roosevelt-sziget   | 7,910   | 550  | d. sz. 79° 17′, ny. h. 162° 00′79.283333°S 162.000000°WRoosevelt Island |
| 6                                                            | Siple-sziget       | 6,390   | 3110 | d. sz. 73° 44′, ny. h. 125° 12′73.733333°S 125.200000°WSiple Island     |
| 7                                                            | Adelaide-sziget    | 4,463   | 2317 | d. sz. 67° 12′, ny. h. 68° 30′67.200000°S 68.500000°WAdelaide Island    |
| 8                                                            | Spaatz-sziget      | 4,100   | .    | d. sz. 73° 00′, ny. h. 75° 00′73.000000°S 75.000000°WSpaatz Island      |
| 9                                                            | Bear-sziget        | 3,500   | .    | d. sz. 68° 18′, ny. h. 67° 06′68.300000°S 67.100000°WBear Island        |
| 10                                                           | Guest-sziget(1)    | 2,950   | .    | d. sz. 76° 11′, ny. h. 67° 04′76.183333°S 67.066667°WGuest Island       |
| 11                                                           | James Ross-sziget  | 2,598.4 | 1628 | d. sz. 64° 12′, ny. h. 57° 45′64.200000°S 57.750000°WJames Ross Island  |
| 12                                                           | Ross-sziget        | 2,460   | 3794 | d. sz. 77° 30′, k. h. 167° 45′77.500000°S 167.750000°ERoss Island       |
| 13                                                           | Anvers-sziget      | 2,432   | 2821 | d. sz. 64° 36′, ny. h. 63° 30′64.600000°S 63.500000°WAnvers Island      |
| 14                                                           | Joinville-sziget   | 1,607.4 | 765  | d. sz. 63° 21′, ny. h. 55° 40′63.350000°S 55.666667°WJoinville Island   |
| 15                                                           | Charcot-sziget     | 1,500   | .    | d. sz. 69° 45′, ny. h. 75° 15′69.750000°S 75.250000°WCharcot Island     |
| 16                                                           | King George-sziget | 1,383.8 | 655  | d. sz. 62° 23′, ny. h. 58° 27′62.383333°S 58.450000°WKing George Island |
| 17                                                           | Mill-sziget        | 1,258.1 | 326  | d. sz. 65° 30′, k. h. 100° 40′65.500000°S 100.666667°EMill Island       |
| 18                                                           | Sherman-sziget     | 1,158.6 | 186  | d. sz. 72° 40′, ny. h. 99° 45′72.666667°S 99.750000°WSherman Island     |
| 19                                                           | Smyley-sziget      | 1,000   | .    | d. sz. 72° 43′, ny. h. 78° 33′72.716667°S 78.550000°WSmyley Island      |
| 20                                                           | Brabant-sziget     | 976.8   | 2522 | d. sz. 64° 15′, ny. h. 62° 20′64.250000°S 62.333333°WBrabant Island     |
| 21                                                           | Livingston-sziget  | 973.5   | 1700 | d. sz. 62° 36′, ny. h. 60° 30′62.600000°S 60.500000°WLivingston Island  |
| 22                                                           | Grant-sziget       | 767.8   | 580  | d. sz. 74° 28′, ny. h. 131° 35′74.466667°S 131.583333°WGrant Island     |
| 23                                                           | Latady-sziget      | 700     | .    | d. sz. 70° 45′, ny. h. 74° 35′70.750000°S 74.583333°WLatady Island      |
| 24                                                           | Renaud-sziget      | 618.3   | .    | d. sz. 65° 42′, ny. h. 66° 00′65.700000°S 66.000000°WRenaud Island      |
| 25                                                           | Masson-sziget      | 585.4   | 471  | d. sz. 66° 08′, k. h. 96° 35′66.133333°S 96.583333°EMasson Island       |
| 26                                                           | Elefánt-sziget     | 557.9   | 852  | d. sz. 61° 01′, ny. h. 54° 54′61.016667°S 54.900000°WElephant Island    |
| 27                                                           | Rothschild-sziget  | 500     | .    | d. sz. 70° 45′, ny. h. 74° 35′70.750000°S 74.583333°WRothschild Island  |
| 28                                                           | Hearst-sziget      | 500     | 365  | d. sz. 69° 25′, ny. h. 62° 10′69.416667°S 62.166667°WHearst Island      |
| 29                                                           | D'Urville-sziget   | 455.3   | 210  | d. sz. 63° 06′, ny. h. 56° 15′63.100000°S 56.250000°WD'Urville Island   |
| 30                                                           | Coronation-sziget  | 450     | 1278 | d. sz. 60° 26′, ny. h. 45° 43′60.433333°S 45.716667°WCoronation Island  |
| 31                                                           | Sturge-sziget      | 437.4   | 945  | d. sz. 67° 26′, k. h. 164° 47′67.433333°S 164.783333°ESturge Island     |
| (1) tulajdonképpen félsziget, Guest Peninsula-nak is nevezik |                    |         |      |                                                                         |

## Az Antarktisz környéki szigetek listája a 60° szélességi foktól délre
Mindegyik sziget az Antarktisz-egyezmény hatálya alá tartozik.
| Ábécé szerinti tartalomjegyzék                      |
| --------------------------------------------------- |
| A B C D E F G H I J K L M N O P Q R S T U V W X Y Z |

### A
- Adams-sziget (d. sz. 66° 33′, k. h. 92° 35′66.550000°S 92.583333°EAdams Island).
- Adelaide-sziget (d. sz. 67° 15′, ny. h. 68° 30′67.250000°S 68.500000°WAdelaide Island)
- Aldea-sziget
- Alexander-sziget (d. sz. 71° 00′, ny. h. 70° 00′71.000000°S 70.000000°WAlexander Island)
- Amsler-sziget
- Anvers-sziget (d. sz. 64° 33′, ny. h. 63° 35′64.550000°S 63.583333°WAnvers Island)

### B
- Balleny-szigetek (d. sz. 66° 55′, k. h. 163° 45′66.916667°S 163.750000°EBalleny Islands)
  - Buckle-sziget (d. sz. 66° 39′, k. h. 163° 03′66.650000°S 163.050000°EBuckle Island)
  - Sabrina-sziget (d. sz. 66° 57′, k. h. 163° 17′66.950000°S 163.283333°ESabrina Island)
  - Sturge-sziget (d. sz. 67° 25′, k. h. 164° 44′67.416667°S 164.733333°ESturge Island)
  - Young-sziget (d. sz. 66° 17′, k. h. 162° 25′66.283333°S 162.416667°EYoung Island)
- Bear-sziget (d. sz. 68° 11′, ny. h. 67° 04′68.183333°S 67.066667°WBear Island)
- Bearing-sziget (d. sz. 64° 33′, ny. h. 62° 02′64.550000°S 62.033333°WBearing Island)
- Berkner-sziget (d. sz. 79° 30′, ny. h. 49° 30′79.500000°S 49.500000°WBerkner Island)
- Biscoe-szigetek
- Booth-sziget (d. sz. 65° 05′, ny. h. 64° 00′65.083333°S 64.000000°WBooth Island)
- Bowman-sziget (d. sz. 65° 17′, k. h. 103° 07′65.283333°S 103.116667°EBowman Island)
- Brabant-sziget (d. sz. 64° 15′, ny. h. 62° 20′64.250000°S 62.333333°WBrabant Island)
- Breaker-sziget (d. sz. 64° 46′, ny. h. 64° 07′64.766667°S 64.116667°WBreaker Island)
- Bremen-sziget
- Burke-sziget (d. sz. 73° 08′, ny. h. 105° 06′73.133333°S 105.100000°WBurke Island)
- Burkett-szigetek (d. sz. 66° 56′, k. h. 50° 19′66.933333°S 50.316667°EBurkett Islands)

### C
- Carney-sziget (d. sz. 73° 57′, ny. h. 121° 00′73.950000°S 121.000000°WCarney Island)
- Charcot-sziget (d. sz. 69° 45′, ny. h. 75° 15′69.750000°S 75.250000°WCharcot Island)
- Christine-sziget (d. sz. 64° 48′, ny. h. 64° 02′64.800000°S 64.033333°WChristine Island)
- Cockburn-sziget
- Cormorant-sziget (d. sz. 64° 48′, ny. h. 63° 58′64.800000°S 63.966667°WCormorant Island)
- Coulman-sziget (d. sz. 73° 05′, k. h. 169° 06′73.083333°S 169.100000°ECoulman Island)
- Cuverville-sziget (d. sz. 64° 41′, ny. h. 62° 38′64.683333°S 62.633333°WCuverville Island)

### D
- Danco-sziget (d. sz. 64° 44′, ny. h. 62° 37′64.733333°S 62.616667°WDanco Island)
- Debenham-szigetek (d. sz. 68° 08′, ny. h. 67° 07′68.133333°S 67.116667°WDebenham Islands)
  - Barry-sziget (d. sz. 68° 08′, ny. h. 67° 07′68.133333°S 67.116667°WBarry Island)
- Deception-sziget
- DeLaca-sziget (d. sz. 64° 47′, ny. h. 64° 07′64.783333°S 64.116667°WDeLaca Island)
- Detaille-sziget
- Direction-sziget vagy Bearing-sziget (d. sz. 64° 33′, ny. h. 62° 02′64.550000°S 62.033333°WDirection Island)
- Doumer-sziget
- Dream-sziget (d. sz. 64° 44′, ny. h. 64° 14′64.733333°S 64.233333°WDream Island)
- Drygalski-sziget (d. sz. 65° 45′, k. h. 92° 30′65.750000°S 92.500000°EDrygalski Island)
- Dundee-sziget (d. sz. 63° 30′, ny. h. 55° 55′63.500000°S 55.916667°WDundee Island)

### E
- Eichorst-sziget (d. sz. 64° 47′, ny. h. 64° 04′64.783333°S 64.066667°WEichorst Island)
- Elephant Rocks (d. sz. 64° 46′, ny. h. 64° 05′64.766667°S 64.083333°WElephant Rocks)
- Enterprise-sziget vagy Isla Nansen Norte vagy North Nansen-sziget (d. sz. 64° 32′, ny. h. 62° 00′64.533333°S 62.000000°WEnterprise Island)

### F
- Fisher-sziget (d. sz. 77° 08′, ny. h. 154° 00′77.133333°S 154.000000°WFisher Island)
- Flat-szigetek (d. sz. 67° 36′, k. h. 62° 49′67.600000°S 62.816667°EFlat Islands)
- Fletcher-szigetek (d. sz. 66° 53′, k. h. 143° 05′66.883333°S 143.083333°EFletcher Islands)
- Franklin-sziget  (d. sz. 76° 05′, k. h. 168° 19′76.083333°S 168.316667°EFranklin Island)

### G
- Gillock-sziget (d. sz. 70° 26′, k. h. 71° 52′70.433333°S 71.866667°EGillock Island)
- Grant-sziget (d. sz. 74° 28′, ny. h. 131° 35′74.466667°S 131.583333°WGrant Island)

### H
- Halfway-sziget (d. sz. 64° 45′, ny. h. 64° 12′64.750000°S 64.200000°WHalfway Island)
- Henderson-sziget (d. sz. 66° 22′, k. h. 97° 10′66.366667°S 97.166667°EHenderson Island)
- Hermit-sziget (d. sz. 64° 48′, ny. h. 64° 02′64.800000°S 64.033333°WHermit Island)
- Hovgaard-sziget d. sz. 65° 08′, ny. h. 64° 08′65.133333°S 64.133333°WHovgaard Island
- Humble-sziget (d. sz. 64° 46′, ny. h. 64° 06′64.766667°S 64.100000°WHumble Island)

### I
- Inaccessible-sziget (d. sz. 77° 39′, k. h. 166° 21′77.650000°S 166.350000°EInaccessible Island)
- Inexpressible-sziget (d. sz. 74° 54′, k. h. 163° 43′74.900000°S 163.716667°EInexpressible Island)

### J
- James Ross-sziget
- Janus-sziget (d. sz. 64° 47′, ny. h. 64° 06′64.783333°S 64.100000°WJanus Island)
- Jenny-sziget (d. sz. 67° 44′, ny. h. 68° 24′67.733333°S 68.400000°WJenny Island)
- Joinville-szigetcsoport
  - Joinville-sziget (d. sz. 63° 15′, ny. h. 55° 45′63.250000°S 55.750000°WJoinville Island)
  - D'Urville-sziget (d. sz. 63° 05′, ny. h. 56° 20′63.083333°S 56.333333°WD'Urville Island)

### K
(nincs)

### L
- Laggard-sziget (d. sz. 64° 49′, ny. h. 64° 02′64.816667°S 64.033333°WLaggard Island)
- Latady-sziget (d. sz. 70° 45′, ny. h. 74° 35′70.750000°S 74.583333°WLatady Island)
- Liard-sziget (d. sz. 66° 51′, ny. h. 67° 25′66.850000°S 67.416667°WLiard Island)
- Liège-sziget (d. sz. 64,02°, ny. h. 61,91°64.020000°S 61.910000°WLiège Island)
- Limitrophe-sziget (d. sz. 64° 48′, ny. h. 64° 01′64.800000°S 64.016667°WLimitrophe Island)
- Lipps-sziget (d. sz. 64° 46′, ny. h. 64° 07′64.766667°S 64.116667°WLipps Island)
- Litchfield-sziget (d. sz. 64° 46′, ny. h. 64° 06′64.766667°S 64.100000°WLitchfield Island)
- Livingston-sziget (d. sz. 62° 36′, ny. h. 60° 30′62.600000°S 60.500000°WLivingston Island)

### M
- Manning-sziget (d. sz. 69° 21′, k. h. 76° 20′69.350000°S 76.333333°EManning Island)
- Masson-sziget (d. sz. 66° 08′, k. h. 96° 35′66.133333°S 96.583333°EMasson Island)
- McMahon-szigetek (d. sz. 67° 38′ 40″, k. h. 45° 58′ 30″67.644444°S 45.975000°EMcMahon Islands)
- Mill-sziget (d. sz. 65° 30′, k. h. 100° 40′65.500000°S 100.666667°EMill Island)
- Millerand-sziget (d. sz. 68° 09′, ny. h. 67° 13′68.150000°S 67.216667°WMillerand Island)

### N
- Nansen-sziget vagy Isla Nansen Sur (d. sz. 64° 35′, ny. h. 62° 06′64.583333°S 62.100000°WNansen Island)
- Nelson Rock (d. sz. 67° 23′, k. h. 62° 45′67.383333°S 62.750000°ENelson Rock)
- North Nansen-sziget vagy Enterprise-sziget or Isla Lientur vagy Isla Nansen Norte (d. sz. 64° 32′, ny. h. 62° 00′64.533333°S 62.000000°WNorth Nansen Island)
- Neny-sziget (d. sz. 68° 12′, ny. h. 67° 03′68.200000°S 67.050000°WNeny Island)

### O
- Ohlin-sziget (d. sz. 63° 30′, ny. h. 60° 07′63.500000°S 60.116667°WOhlin Island)
- Outcast-szigetek (d. sz. 64° 49′, ny. h. 64° 08′64.816667°S 64.133333°WOutcast Islands)

### P
- Paulet-sziget (d. sz. 63° 35′, ny. h. 55° 47′63.583333°S 55.783333°WPaulet Island)
- I. Péter-sziget
- Petermann-sziget
- Pobeda Ice-sziget
- Pourquoi Pas-sziget
- Possession-szigetek (d. sz. 71° 56′, k. h. 171° 10′71.933333°S 171.166667°E)
  - Possession-sziget (d. sz. 71° 52′, k. h. 171° 12′71.866667°S 171.200000°EPossession Island)

### Q
(nincs)

### R
- Renaud-sziget
- Robertson-sziget (d. sz. 65° 10′, ny. h. 59° 37′65.166667°S 59.616667°WRobertson Island)
- Rongé-sziget (d. sz. 64° 43′, ny. h. 62° 41′64.716667°S 62.683333°WRongé Island)
- Roosevelt-sziget  (d. sz. 79° 25′, ny. h. 162° 00′79.416667°S 162.000000°W
- Ross-sziget (d. sz. 77° 40′, k. h. 168° 00′77.666667°S 168.000000°ERoss Island)
- Rouse-szigetek (d. sz. 67° 34′ 48″, k. h. 62° 57′ 00″67.580000°S 62.950000°ERouse Islands)

### S
- Scott-sziget (d. sz. 67° 24′, ny. h. 179° 55′67.400000°S 179.916667°WScott Island)
- Seymour-sziget
- Shepard-sziget (d. sz. 74° 25′, ny. h. 132° 30′74.416667°S 132.500000°WShepard Island)
- Shortcut-sziget
- Siple-sziget (d. sz. 73° 39′, ny. h. 125° 00′73.650000°S 125.000000°WSiple Island)
- Déli-Orkney-szigetek (d. sz. 60° 35′, ny. h. 45° 30′60.583333°S 45.500000°WSouth Orkney Islands) Argentína
  - Coronation-sziget
  - Larsen-szigetek (d. sz. 60° 36′, ny. h. 46° 04′60.600000°S 46.066667°WLarsen Islands)
  - Laurie-sziget
  - Inaccessible-szigetek (d. sz. 60° 34′, ny. h. 46° 44′60.566667°S 46.733333°WInaccessible Islands)
  - Powell-sziget
  - Robertson-szigetek (d. sz. 60° 46′, ny. h. 45° 09′60.766667°S 45.150000°WRobertson Islands)
  - Signy-sziget
- Déli-Shetland-szigetek (d. sz. 62° 00′, ny. h. 58° 00′62.000000°S 58.000000°WSouth Shetland Islands)
  - Bridgeman-sziget  (d. sz. 62° 04′, ny. h. 56° 44′62.066667°S 56.733333°WBridgeman Island)
  - Clarence-sziget (d. sz. 61° 12′, ny. h. 54° 05′61.200000°S 54.083333°WClarence Island)
  - Cornwallis-sziget (d. sz. 61° 04′, ny. h. 54° 28′61.066667°S 54.466667°WCornwallis Island)
  - Deception-sziget (d. sz. 62° 57′, ny. h. 60° 36′62.950000°S 60.600000°WDeception Island)
  - Elefánt-sziget (d. sz. 61° 01′, ny. h. 54° 54′61.016667°S 54.900000°WElephant Island)
  - Gibbs-sziget (d. sz. 61° 28′, ny. h. 55° 34′61.466667°S 55.566667°WGibbs Island)
  - Greenwich-sziget (d. sz. 62° 31′, ny. h. 59° 47′62.516667°S 59.783333°WGreenwich Island)
  - Half Moon-sziget
  - King George-sziget (d. sz. 62° 02′, ny. h. 58° 21′62.033333°S 58.350000°WKing George Island)
  - Livingston-sziget (d. sz. 62° 36′, ny. h. 60° 30′62.600000°S 60.500000°WLivingston Island)
  - Low-sziget (d. sz. 63° 17′, ny. h. 62° 09′63.283333°S 62.150000°WLow Island)
  - Nelson-sziget (d. sz. 62° 18′, ny. h. 59° 03′62.300000°S 59.050000°WNelson Island)
  - Penguin-sziget (d. sz. 62° 06′, ny. h. 57° 54′62.100000°S 57.900000°WPenguin Island)
  - Robert-sziget (d. sz. 62° 24′, ny. h. 59° 30′62.400000°S 59.500000°WRobert Island)
  - Rowett-sziget (d. sz. 61° 17′, ny. h. 55° 13′61.283333°S 55.216667°WRowett Island)
  - Rugged-sziget (d. sz. 62° 38′, ny. h. 61° 15′62.633333°S 61.250000°WRugged Island) (
  - Seal-sziget (d. sz. 60° 58′, ny. h. 55° 24′60.966667°S 55.400000°WSeal Island)
  - Smith-sziget (d. sz. 63° 00′, ny. h. 62° 30′63.000000°S 62.500000°WSmith Island)
  - Snow-sziget (d. sz. 62° 47′, ny. h. 61° 23′62.783333°S 61.383333°WSnow Island)
- Spaatz-sziget (d. sz. 73° 00′, ny. h. 75° 00′73.000000°S 75.000000°WSpaatz Island)
- Split Rock (d. sz. 64° 47′, ny. h. 64° 03′64.783333°S 64.050000°WSplit Rock)
- Spume-sziget (d. sz. 64° 48′, ny. h. 64° 07′64.800000°S 64.116667°WSpume Island)
- Stepping Stones (d. sz. 64° 47′, ny. h. 64° 00′64.783333°S 64.000000°WStepping Stones)
- Stonington-sziget (d. sz. 68° 11′, ny. h. 67° 00′68.183333°S 67.000000°WStonington Island)
- Surge Rocks (d. sz. 64° 47′, ny. h. 64° 04′64.783333°S 64.066667°WSurge Rocks)

### T
- Thurston-sziget (d. sz. 72° 06′, ny. h. 99° 00′72.100000°S 99.000000°WThurston Island)
- Torgersen-sziget (d. sz. 64° 46′, ny. h. 64° 05′64.766667°S 64.083333°WTorgersen Island)
- Tower-sziget (d. sz. 63° 33′, ny. h. 59° 51′63.550000°S 59.850000°WTower Island)
- Trinity-sziget (d. sz. 63° 45′, ny. h. 60° 44′63.750000°S 60.733333°WTrinity Island)

### U
(nincs)

### V
- Vega-sziget

### W
- Wednesday-sziget (d. sz. 64° 56′, ny. h. 63° 45′64.933333°S 63.750000°W)
- Welch-sziget (d. sz. 67° 34′, k. h. 62° 56′67.566667°S 62.933333°EWelch Island)
- Wiencke-sziget (d. sz. 64° 54′, ny. h. 63° 43′64.900000°S 63.716667°WWiencke Island)
- Williams Rocks (d. sz. 67° 26′, k. h. 62° 46′67.433333°S 62.766667°EWilliams Rocks)
- Windmill-szigetek (d. sz. 66° 20′, k. h. 110° 28′66.333333°S 110.466667°EWindmill Islands)
  - Allison-szigetek (d. sz. 66° 21′, k. h. 110° 29′66.350000°S 110.483333°EAllison Islands)
  - Ardery-sziget (d. sz. 66° 22′, k. h. 110° 27′66.366667°S 110.450000°EArdery Island)
  - Austral-sziget (d. sz. 66° 30′, k. h. 110° 39′66.500000°S 110.650000°EAustral Island)
  - Bailey Rocks (d. sz. 66° 17′, k. h. 110° 32′66.283333°S 110.533333°EBailey Rocks)
  - Beall-sziget (d. sz. 66° 18′, k. h. 110° 29′66.300000°S 110.483333°EBeall Island)
  - Birkenhauer-sziget (d. sz. 66° 29′, k. h. 110° 37′66.483333°S 110.616667°EBirkenhauer Island
  - Boffa-sziget (d. sz. 66° 28′, k. h. 110° 37′66.466667°S 110.616667°EBoffa Island)
  - Borrello-sziget (d. sz. 66° 19′, k. h. 110° 22′66.316667°S 110.366667°EBorrello Island)
  - Bosner-sziget (d. sz. 66° 27′, k. h. 110° 36′66.450000°S 110.600000°EBosner Island)
  - Bousquet-sziget (d. sz. 66° 25′, k. h. 110° 41′66.416667°S 110.683333°EBousquet Island)
  - Boving-sziget (d. sz. 66° 17′, k. h. 110° 31′66.283333°S 110.516667°EBoving Island)
  - Cloyd-sziget (d. sz. 66° 25′, k. h. 110° 33′66.416667°S 110.550000°ECloyd Island)
  - Cronk-szigetek (d. sz. 66° 19′, k. h. 110° 25′66.316667°S 110.416667°ECronk Islands)
  - Denison-sziget (d. sz. 66° 18′, k. h. 110° 27′66.300000°S 110.450000°EDenison Island)
  - Fitzpatrick Rock (d. sz. 66° 16′, k. h. 110° 30′66.266667°S 110.500000°EFitzpatrick Rock)
  - Ford-sziget (d. sz. 66° 24′, k. h. 110° 31′66.400000°S 110.516667°EFord Island)
  - Gibney Reef (d. sz. 66° 15′, k. h. 110° 30′66.250000°S 110.500000°EGibney Reef)
  - Griffith-sziget (d. sz. 66° 20′, k. h. 110° 29′66.333333°S 110.483333°EGriffith Island)
  - Hemphill-sziget (d. sz. 66° 23′, k. h. 110° 34′66.383333°S 110.566667°EHemphill Island)
  - Herring-sziget (d. sz. 66° 24′, k. h. 110° 38′66.400000°S 110.633333°EHerring Island)
  - Holl-sziget (d. sz. 66° 25′, k. h. 110° 25′66.416667°S 110.416667°EHoll Island)
  - Hollin-sziget (d. sz. 66° 19′, k. h. 110° 24′66.316667°S 110.400000°EHollin Island)
  - Kilby-sziget (d. sz. 66° 16′, k. h. 110° 31′66.266667°S 110.516667°EKilby Island)
  - McIntyre-sziget (d. sz. 66° 14′, k. h. 110° 34′66.233333°S 110.566667°EMcIntyre Island)
  - Odbert-sziget (d. sz. 66° 22′, k. h. 110° 33′66.366667°S 110.550000°EOdbert Island)
  - Peterson-sziget (d. sz. 66° 28′, k. h. 110° 30′66.466667°S 110.500000°EPeterson Island)
  - Pidgeon-sziget (d. sz. 66° 19′, k. h. 110° 27′66.316667°S 110.450000°EPidgeon Island
  - Shirley-sziget (d. sz. 66° 17′, k. h. 110° 30′66.283333°S 110.500000°EShirley Island)
  - Smith-szigetek (d. sz. 66° 18′, k. h. 110° 27′66.300000°S 110.450000°ESmith Islands)

### X
(nincs)

### Y
(nincs)

### Z
(nincs)

## Fordítás
Ez a szócikk részben vagy egészben  a   List of Antarctic and sub-Antarctic islands című angol Wikipédia-szócikk ezen változatának fordításán alapul.  Az eredeti cikk szerkesztőit annak laptörténete sorolja fel. Ez a jelzés csupán a megfogalmazás eredetét és a szerzői jogokat jelzi, nem szolgál a cikkben szereplő információk forrásmegjelöléseként.

## Külső hivatkozások
- U.S. Geological Survey, Atlas of Antarctic Research